# Omaso

Disegno schematico dello stomaco concamerato di un ruminante. Vista dal lato destro dell'animale.

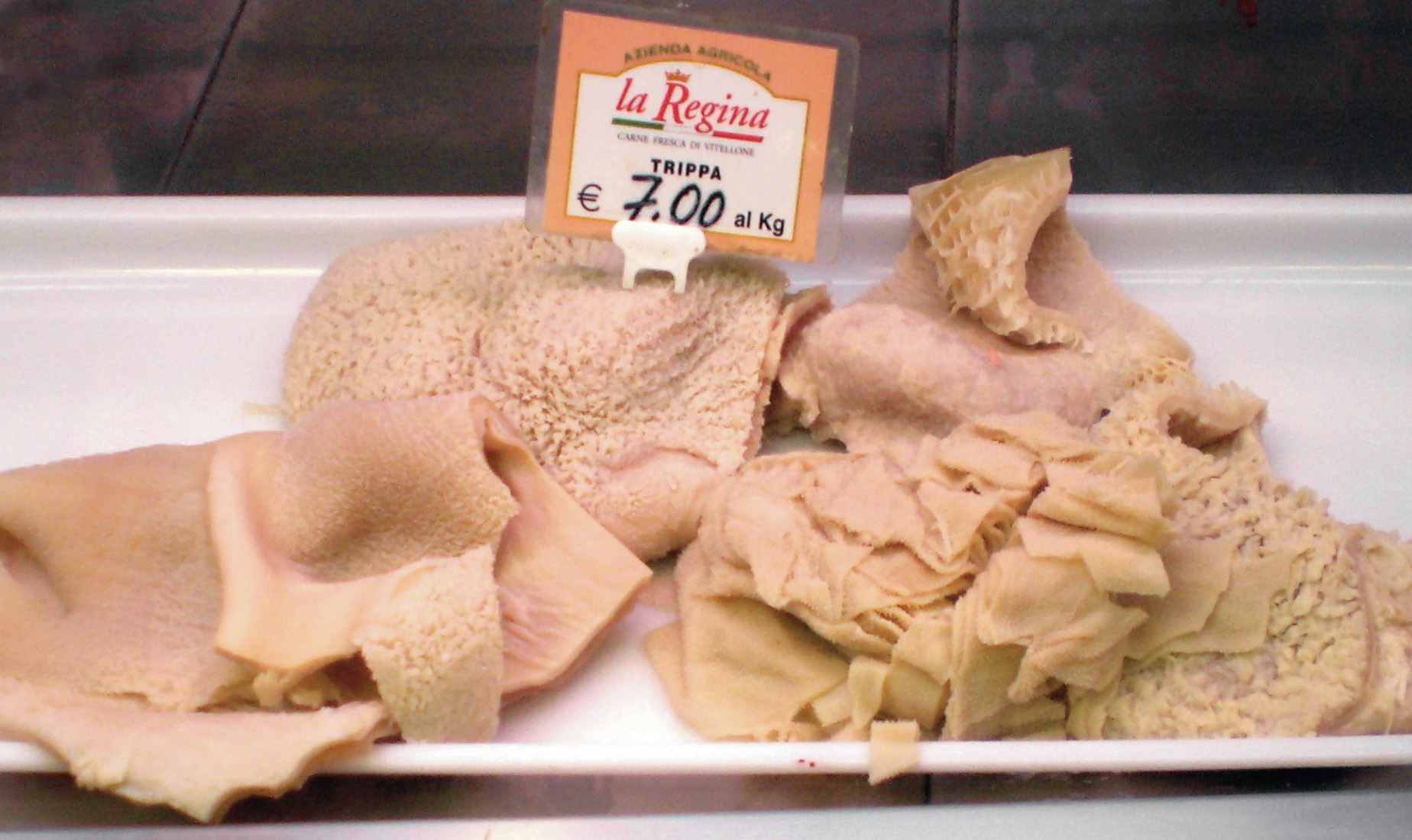
Prestomaci di ruminante messi in vendita dopo cottura (trippa). Parte dell'omaso è osservabile in basso a destra; notare le caratteristiche lamine omasali.

L'omàso è un organo che, assieme al reticolo e al rumine, fa parte del complesso prestomacale dei ruminanti. Esso è interposto funzionalmente tra rumine e reticolo da una parte e abomaso dall'altra e permette, nell'animale adulto, il transito delle ingesta fermentate al suo interno fino allo stomaco ghiandolare. 
La sua funzione principale è quella di riassorbire parte della componente liquida del materiale fermentato. Ciò avviene grazie alla presenza di numerose pieghe della parete (lamine omasali)  che sporgono nel lume dell'organo. Queste lamine hanno lunghezza diversa (distinte in alte, medie, basse e bassissime) e forma di falce, sono rivestite da papille cornee e dotate internamente di fibrocellule muscolari lisce. La loro caratteristica presenza motiva i vari nomi che sono stati attribuiti all'omaso: "libro"
, "centopelli" o "foglietto". 
Nell'animale giovane quest'organo, come anche tutto il restante comparto prestomacale, è meno sviluppato rispetto all'adulto e poco funzionante. La dieta quasi esclusivamente lattea non necessita in ogni caso alcuna reazione fermentativa che potrebbe addirittura essere dannosa. Esiste quindi un organo associato ai prestomaci chiamato doccia esofagea, pienamente funzionante solo nei giovani, in grado di permettere il transito del latte materno direttamente dall'esofago all'abomaso evitandone così il ristagno nei prestomaci.

## Cucina
In macelleria l'omaso costituisce una delle qualità della trippa, definita in dialetto milanese "fojoeu" (pronuncia [fu'jœ]) resa in italiano come "foiolo", in napoletano "cientepelle" e in siciliano "centupeddi" .